# Amalie Fjeldmose
Amalie-Marie Nybroe Fjeldmose (født 1989) er en dansk skuespillerinde og psykoterapeut. Amalies første rolle var i børneprgrammet Olivia - hvoffor hvoffor dit og hvoffor dat, som vistes på DR i årene 2000-2002.

## Karriere
- 2000: Astrid i Skjulte spor (tv-serie)[3]
- 2012-2013: Dina i musicalen Skammerens datter baseret på bogen af samme navn (Østre Gasværk)[4]
- 2018: Puk i Nissebanden i Julemandens Land (Odense teater)[5]
- 2018: Amalie i Mig og Ulf (musical)[6]